# Modum
Modum este o comună din provincia Buskerud, Norvegia.